# Veaceslav Dokuceaev
Veaceslav Dokuceaev (n. Moscova) este un fizician-teoretician-relativist din Rusia, specializat în teoria relativității generale, astrofizica gărilor negre, cosmologie, fizica neutrinilor, doctor în științe fizico-matematice, cercetător științific coordonator la Institutul de cercetări nucleare al Academiei de științe din Rusia.

## Biografie
A absolvit Institutul fizico-tehnic din Moscova. S-a specializat în domeniul fizicii și astrofizicii neutrinilor la Institutul de fizică al academiei de științe din URSS sub îndrumarea academicianul Vitaly Ghinzburg. Candidat în științe fizicο-matematice, doctor în științe fizico-matematice (1991). Subiectul tezei de doctorat: "Găuri negre masive în nucleele galaxiilor: formarea, evoluția, activitatea"

## Creația științifică
Activitatea științifică este axată pe un spectru larg de cercetări, începând de la teoria relativității generale, astrofizica găurilor negre, cosmologie, fizica neutronilor, raze cosmice, nuclee galactice, emisii de raze γ din nucleele galactice, materia întunecată, inclusiv formarea de smocuri de materie întunecată, bule gravitaționale, gravitație indusă. A publicat peste 165 de lucrări științifice. Este și unul dintre popularizatorii de seamă a astrofizicii, gravitației și fizicii găurilor negre din Rusia. 

## Distincții
- Este laureat al revistei "Uspehi fizicheskih nauk" pentru cea mai bună lucrare din această revistă, consacrată  găurii negre masive de 4 mln[necesită citare] mase solare din centrul galactic al Căii Lactee.
- Este membru al Societății de astronomie Europene